# Visual Basic .NET
Visual Basic .NET — найсучасніша BASIC-базована мова програмування. Станом на лютий 2022 року найновішою є версія VB.NET 2022 — частина VS 2022.
Працює ця мова на базі .NET- фреймворку (працює за допомогою CLR), для роботи з яким також розроблена мова програмування C#, до 2005 року існувала J#, а починаючи з 2010 додана F#. З виходом .Net Core шаблони для VB.NET не були включені, тобто на ньому можна було писати тільки для .NET Framework, а для .Net Core тільки деякі бібліотеки, що викликало думку, що розвиток мови припинений, але з виходом .Net 5 додані усі шаблони за винятком Unity-проєктів, для яких і надалі може слугувати як мова розробки бібліотек.
VB.NET — є першою з сімейства повністю об'єктноорієнтованою мовою, у ній підтримується всі основні принципи ООП, за винятком множинного успадкування.
Частково також підтримується фреймворком Mono.

## Історія
VB.NET розвивається як частина Visual Studio починаючи з 2001 року, перший офіційний реліз у 2002 (посів місце Visual Basic і відповідно версії нумеруються починаючи з числа 7)
1. Visual Basic.NET (VB 7.0) — у 2002 році з Visual C# і ASP.NET.
2. Visual Basic.NET 2003 (VB 7.1) — з .NET Framework 1.1.
3. Visual Basic 2005 (VB 8.0) — кінець жовтня 2005 року, у складі Visual Studio 2005 (.NET 2.0), частково підтримує проєкти попередньої версії.
4. Visual Basic 2005 Express — урізана безплатна версія не для комерційних цілей.
5. Visual Basic 2008 (VB 9.0) — Visual Studio 2008 (.NET 3.5, у перших релізах — 3.0), повністю підтримує проєкти попередньої версії.
6. Visual Basic 2008 Express — урізаний попередній.
7. Visual Basic 2010 (VB 10.0) — Visual Studio 2010 (.NET 4.0), повністю підтримує дві попередні версії, призначена для програмування під віндовс від XP до 7.
8. Visual Basic 2010 Express — урізаний попередній.
9. Visual Basic 2012 (VB 11.0) — Visual Studio 2012 (.NET 4.5), призначена для Windows 8 та Windows Store (частково, без тайл-інтерфейсу та власне Windows Store, підтримується також Windows 7 і Windows Vista за умови встановлення фреймворку), повністю підтримує усі версії .NET від 1.1 тобто дозволяє програмувати для попередніх версій Windows починаючи з Windows 2000.
10. Visual Basic 2012 Express — урізаний попередній (існує тільки як частина Visual Studio Express, бо Microsoft починаючи з цієї версії не випускає окремих мов у експрес-варіантах).
11. Visual Basic 2013 (VB 12.0) — Visual Studio 2013 (.NET 4.5.1 та 4.5.2), призначена для Windows 8.1 та Windows Store, за системними вимогами та можливостями (при застосуванні з попередніми версіями) не відрізняється від попереднього випуску, тільки не підтримує розробку під Windows XP. Visual Studio 2013 і відповідно Visual Basic .NET має наступні Update:
  1. Visual Studio 2013 Update 1 — листопад 2013.
  2. Visual Studio 2013 Update 2 — травень 2014.
  3. Visual Studio 2013 Update 3 — серпень 2014.
  4. Visual Studio 2013 Update 4 — листопад 2014.
12. Visual Basic 2015 (VB 14.0) — Visual Studio 2015 (.NET 4.6 та 4.6.1), призначена для Windows 10, але й надалі підтримує розробку для старших версій як попередня.
  1. Visual Studio 2013 Update 1 — листопад 2015.
  2. Visual Studio 2013 Update 2 — березень 2016.
  3. Visual Studio 2013 Update 3 — червень 2016.
13. Visual Basic 2017 (VB 15.0) — Visual Studio 2017 (.NET 4.6.x та 4.7.x), призначена для Windows 10, але й надалі підтримує розробку для старших версій як попередня. Регулярно оновлюється разом з Visual Studio.
14. Visual Basic 2019 (VB 16.0) — Visual Studio 2019 (.NET 4.7.x та 4.8.x), призначена для Windows 10, але й надалі підтримує розробку для старших версій як попередня. Регулярно оновлюється разом з Visual Studio.
15. Visual Basic 2022 (VB 16. x) — Visual Studio 2022 (.NET Framework 4.7.x, 4.8.x та .Net 5, 6, 7, 8, 9), призначена для Windows 10 та 11, а також кросплатформної розробки (Windows 11, macOS, Linux, Android, iOS), але й надалі підтримує розробку для старших версій як попередня. Регулярно оновлюється разом з Visual Studio.

Починаючи з 2013 року Express замінено на Community Edition, що є повною версією з обмеженнями комерційного використання, тобто малі команди та індивідуальні розробники можуть користуватись нею безплатно.

## Назва мови програмування
VB — абревіатура від Visual Basic — безпосереднього предка мови та .NET — використовувана платформа. (хоча повна назва мови — Visual Basic .NET її часто називають VB.NET для диференціації від попередніх версій така ситуація, імовірно, триватиме до повного виходу з ужитку версії 6.0).

## Особливості мови
Реалізовано всі можливості CLR з деякими надбудовами (у більшості випадків це так званий синтаксичний цукор).
У зв'язку з наявністю традиційних назв типів у мові є також шість специфічних типів, що застосовуються поряд з загальновживаними, а саме:
| Тип    | BASIC-аналог | Опис                           |
| ------ | ------------ | ------------------------------ |
| Int16  | Short        | 16-бітне знаковане ціле число  |
| UInt16 | UShort       | 16-бітне беззнакове ціле число |
| Int32  | Integer      | 32-бітне знаковане ціле число  |
| UInt32 | UInteger     | 32-бітне беззнакове ціле число |
| Int64  | Long         | 64-бітне знаковане ціле число  |
| UIn64  | ULong        | 64-бітне беззнакове ціле число |

Вважається, що ці назви зсуваються зі зміною технологій обчислення, тобто коли набудуть поширення 128-бітні процесори, усі назви посунуться, тому що вони не прив'язані до конкретної бітності, а є чвертю, половиною та повною бітностями, для системи з найвищою бітністю (на даний час - AMD64 / Intel64).
Опис статичного класу здійснюється конструкцією «Module … End Module», що створює ілюзію ніби у мові є процедури, які не належать ніякому класу, бо доступ до всіх членів такого класу (за відсутності конфліктів імен) здійснюється через загальний простір імен. Це можна проілюструвати наступними прикладами:
```
Module
 
MainModule

 
Sub
 
Main

  
Console
.
WriteLine
(
Func1
)

  
Console
.
WriteLine
(
Func2
)

 
End
 
Sub

End
 
Module

Module
 
M1

 
Public
 
Function
 
Func1
()
 
As
 
Integer

  
Return
 
1

 
End
 
Function

End
 
Module

Module
 
M2

 
Public
 
Function
 
Func2
()
 
As
 
Integer

  
Return
 
2

 
End
 
Function

End
 
Module

```

Функції з різних просторів імен викликаються з головного простору імен.
```
Module
 
MainModule

 
Sub
 
Main

  
Console
.
WriteLine
(
M1
.
Func1
)

  
Console
.
WriteLine
(
M2
.
Func1
)

 
End
 
Sub

End
 
Module

Module
 
M1

 
Public
 
Function
 
Func1
()
 
As
 
Integer

  
Return
 
1

 
End
 
Function

End
 
Module

Module
 
M2

 
Public
 
Function
 
Func1
()
 
As
 
Integer

  
Return
 
2

 
End
 
Function

End
 
Module

```

Функції вимагають вказання класу до якого належать.
Особливим також є формування текстових констант: мова не підтримує так званих esc-послідовностей, тобто для вставки у текстову константу деяких символів необхідно використовувати вбудовані константи, наприклад:
```
Const
 
TextConstant
 
=
 
"First line"
 
&
 
vbCrLf
 
&
 
"Second line"

```

вставка «перенесення рядка»
Особливим є обмеження текстових констант їх обмежують символи прямі лапки "  але пара прямих лапок не обмежує константу, а служить заміною символу у ній в середині, тобто константа описана виразом: "This is «„word“» inside quotes" міститиме наступне значення This is «word» inside quotes
Також мова не має ключового слова для визначення розширення, тобто розширення класу пишеться наступним чином.
```
Public
 
Module
 
ListExtensions

 
<
Runtime
.
CompilerServices
.
Extension
>

 
Public
 
Function
 
CountGreaterThan
(
l
 
As
 
List
(
Of
 
Integer
),
 
n
 
As
 
Integer
)
 
As
 
Integer

  
Return
 
l
.
Where
(
Function
(
i
)
 
i
 
>
 
n
).
Count

 
End
 
Function

End
 
Module

```

В коді такі функції використовуються як звичайні члени відповідного класу, хоча насправді вони є статичними функціями де екземпляр класу є першим аргументом.
```
Dim
 
L
 
As
 
New
 
List
(
Of
 
Integer
)
 
From
 
{
1
,
 
2
,
 
3
,
 
4
,
 
5
}

Dim
 
Greater2
 
=
 
L
.
CountGreaterThan
(
2
)

```

## Порівняння з іншими мовами
Найближчою (майже ідентичною) за функціональними властивостями є C#, найподібнішою за синтаксисом - VBA.
|                            | VB.NET | C#                                        | VBA                                             |
| -------------------------- | --- | ----------------------------------------- | ----------------------------------------------- |
| Синтаксис                  | BASIC-подібний з вкрапленнями C                                                                                        | майже ідентичний C                        | BASIC-подібний                                  |
| Об'єктна парадигма         | часткова (як у .NET)                                                                                                   | часткова (як у .NET)                      | у зародковому стані                             |
| Типізація                  | строга з широкими, подекуди «розхлябаними», можливостями неявного приведення                                           | строга з можливостями неявного приведення | вільна з типом Variant                          |
| Компіляція (інтерпретація) | компілятор в IL | компілятор в IL                           | інтерпретатор                                   |
| Специфіка C#               | C++ та інші тільки як скомпільовані бібліотеки                                                                         | можна включати unmanaged code (C++)       | обмежено, як скомпільовані бібліотеки           |
| Специфіка VB.NET           | спрощені конструкції доступу до системи (наприклад до CurrentCulture), широкі можливості форматування даних при виводі |                                           | широкі можливості форматування даних при виводі |

## Недоліки
- Успадковане від предка розхлябане приведення типів по замовчуванню та пізнє зв'язування (треба вимикати, режимом Option Strict).
- Досить велика, але рідко потрібна (для забезпечення належної роботи код необхідно переписувати) бібліотека сумісності з Visual Basic, починаючи з 2010 (10.0, .NET 4.00) — відсутня.
- C-подібні конструкції, що не вписуються у синтаксис (даний недолік — умовність, до якої досить швидко звикається).

## Переваги
- Автоматичне визначення типу змінних з присвоюваного значення (вигідне при використанні у невеликих фрагментах коду таких, як наприклад, методи).
- Поєднання простоти та зрозумілості синтаксису з широкими можливостями .NET.
- Наявність зручних BASIC-подібних конструкцій (яких не було у попередніх мовах).
- Легка інтеграція з офісними програмами (аналогічний базовий синтаксис).
- Легкість переходу з інших мов при потребі.

## Приклад коду «Hello World!»
```
Module
 
MainModule

 
Sub
 
Main

  
Console
.
WriteLine
(
"Hello World!"
)

 
End
 
Sub

End
 
Module

```